# Bluesnarfing
Bluesnarfing ist eine spezielle Form von Snarfing über eine Bluetooth-Verbindung, oftmals von Mobiltelefonen unter Verwendung eines anderen Mobiltelefons, Computers, Laptops oder PDAs. Bluesnarfing erlaubt den Zugang auf den Kalender, das Adressbuch, E-Mails und Textmitteilungen. Es ist ein größeres Problem als Bluejacking. Programme wie Blooover nutzen ohne Wissen des Anwenders eine Sicherheitslücke aus. Jedes Gerät, das die Bluetooth-Verbindung eingeschaltet hat und auf „für Andere sichtbar“ eingestellt ist, kann angegriffen werden. Bei ausgeschalteter Sichtbarkeitsfunktion ist das betreffende Gerät vor Bluesnarfing etwas besser geschützt, Sicherheit gewährleistet jedoch nur eine Deaktivierung der Bluetoothfunktion. Bluesnarfing greift in die Privatsphäre ein und ist in vielen Ländern illegal.
Entdeckt wurde die Möglichkeit des „Bluesnarfing“ im November 2003 durch Adam Laurie von A.L. Digital, einer englischen Sicherheitsfirma. Es basiert auf einem Fehler im Object-Exchange(OBEX)-Protokoll von Bluetooth.